# Рендилес Мартинес, Кармен
Ка́рмен Еле́на Ренди́лес Марти́нес (исп. Carmen Elena Rendiles Martínez, 11 августа 1903, Каракас — 9 мая 1977, Каракас), в монашестве Мари́я Кармен (исп. María Carmen) — венесуэльская католическая монахиня, основательница конгрегации «Служительницы Иисуса Каракасского». Занимала руководящую должность в конгрегации «Служительницы Евхаристии» во Франции до возвращения в Венесуэлу, где она основала свой орден в 1965 году и стала его первой генеральной настоятельницей.
Беатифицирована в 2018 году. 31 марта 2025 года было объявлено о запланированной канонизации монахини.

## Биография
Родилась 11 августа 1903 года в Каракасе, третья из семи детей Рамиро Антонио Рендилеса и Аны Антонии Мартинес. Рендилес родилась без левой руки, поэтому ей сделали протез, который она носила всю свою жизнь. Её крестили в церкви Санта-Анна 24 сентября 1903 года, а конфирмация была совершена 28 октября 1905 года; она приняла Первое Причастие 11 марта 1911 года.
В 1918 году Рендилес впервые ощутила желание посвятить себя религии. Её отец умер в середине 1920-х годов. В декабре 1926 года в страну прибыли монахи из Франции, девушка узнала о них и посчитала это знаком того, что ей суждено присоединиться к их ордену. Рендилес вступила в орден «Служители Евхаристии» (тогда называвшийся Конгрегацией служителей Иисуса в Святом Причастии) 25 февраля 1927 года и переехала в Тулузу для религиозного становления. Она принесла монашеский обет 8 сентября 1932 года во Франции. В 1945 году её назначили настоятельницей всех орденских обителей в Венесуэле.
Рендилес основала отдельную латиноамериканскую монашескую конгрегацию «Служительницы Иисуса» 25 марта 1965 года; орден получил епархиальное одобрение и поддержку 14 августа 1969 года от кардинала и архиепископа Каракаса Хосе Умберто Кинтеро Парры. Служила генеральной настоятельницей своего нового ордена с 1969 года вплоть до своей смерти.
Умерла в середине 1977 года от гриппа. В 2015 году насчитывалось 94 монахини конгрегации «Служительницы Иисуса» в 19 обителях в Венесуэле и Колумбии.

## Почитание
Процесс беатификации начался при папе Иоанне Павле II 18 августа 1994 года после того, как Дикастерия по канонизации святых официально вынесла постановление «nihil obstat» и присвоила ей титул слуги Божией. 5 июля 2013 года папа Франциск признал героическую добродетель Рендилес Мартинес и объявил её досточтимой. Причислена к лику блаженных 16 июня 2018 года в Центральном университете Венесуэлы в Каракасе кардиналом Анджело Амато от имени папы римского.
День памяти — 9 мая.